# أولكان أدين
أولكان أدين (بالتركية: Olcan Adın)‏ هو لاعب كرة قدم تركي في مركز الوسط ولد في يوم 30 سبتمبر 1985 في مدينة بالق أسير في تركيا، يلعب حالياً مع نادي غلطة سراي وسبق له اللعب مع طرابزونسبور وغازي عنتاب سبور وكارسياكا وأنطاليا سبور وقرطال سبور ويبلغ طوله 176 سم.

## روابط خارجية
- أولكان أدين على موقع الاتحاد الدولي (مؤرشف)  (الإنجليزية)
- أولكان أدين على موقع الاتحاد الأوربي (الإنجليزية)
- أولكان أدين على موقع اتحاد تركيا (لاعب) (الإنجليزية)
- أولكان أدين على موقع قاعدة بيانات كرة القدم.إي يو (الإنجليزية)
- أولكان أدين على موقع ناشيونال فوتبول تيمز (الإنجليزية)
- أولكان أدين على موقع Soccerway.com (الإنجليزية)
- أولكان أدين على موقع عالم كرة القدم.نت (الإنجليزية)